# Craterocephalus eyresii
Craterocephalus eyresii is een straalvinnige vissensoort uit de familie van koornaarvissen (Atherinidae). De wetenschappelijke naam van de soort is voor het eerst geldig gepubliceerd in 1883 door Steindachner.